# Moretti di Ponzone
Moretti è una frazione del comune di Ponzone, posizionata lungo la Strada provinciale 210 Acqui - Palo, a 725 m s.l.m. è l'ultima frazione del Comune di Ponzone prima di Bric Berton e del confine con la Liguria, dal quale dista circa 3 km, frequentata località di villeggiatura estiva, rappresenta uno dei centri del ponzonese più ricco d'infrastrutture ricettive ed alberghiere.
Il territorio in cui è collocata la località di Moretti, come quello delle altre frazioni, è di tipo collinare, caratterizzato dalla presenza di vasti boschi e prati; è considerata zona buona per la raccolta di funghi.
Particolarmente attiva è l'unione sportiva locale "U.S. Moretti '70", da anni impegnata nell'organizzazione, soprattutto nel periodo estivo, di manifestazioni a carattere gastronomico ma anche sportivo; di recente la sede della società è stata rinnovata con la costruzione di una nuova struttura dotata di un campo polivalente (calcetto e tennis) in erba sintetica .
Tra le manifestazioni organizzate la più famosa è la Festa della Birra, giunta nel 2018 alla sua 26ª edizione.